# Mezőpeterd
Mezőpeterd es un pueblo ubicado en el distrito de Berettyóújfalu, en el condado de Hajdú-Bihar, Hungría.

## Superficie
Posee una superficie de 18,23 kilómetros cuadrados.

## Demografía
Hasta 2019 la población era de 574 habitantes, con una densidad de población de 31,49 habitantes por kilómetro cuadrado.